# Tmarus variatus
Tmarus variatus är en spindelart som beskrevs av Eugen von Keyserling 1891. Tmarus variatus ingår i släktet Tmarus och familjen krabbspindlar. Inga underarter finns listade i Catalogue of Life.